# CD80
CD80（分化群80，也称为B7-1）是一个位于3号染色体的人类基因，属于免疫球蛋白超家族中的B7蛋白质家族，在樹突狀細胞、活化的B细胞、巨噬细胞以及T细胞上表达，与CD86（也称为B7-2）形成共刺激信号。